# Dimeo van der Horst
Dimeo van der Horst (Amsterdam, 23 juni 1991) is een Nederlands professioneel basketballer voor Apollo Amsterdam in de Dutch Basketball League (DBL).

## Carrière
Van der Horst is al een tijdje in Amsterdam betrokken. Zijn eerste wedstrijd was in het shirt van MyGuide Amsterdam tijdens de Haarlem Basketbal Week 2007, toen hij nog pas 16 jaar was. Coach Arik Shivek was laaiend enthousiast over Van der Horst, zodanig dat hij hem in seizoen 2008/2009 als een van de opgeleide spelers op het roster zette. Tegen Bergen op Zoom maakte hij op 9 oktober 2008 met een driepunter zijn DBL-debuut. Zo zou Van der Horst nog drie seizoenen bij Apollo spelen, maar moest vanwege een faillissement ergens anders kijken.
Na Bergen op Zoom (eveneens failliet in datzelfde jaar) kwam hij bij Wijchen en Groningen terecht. Maar ook bij Wijchen werd de toekomst onzeker, waardoor Van der Horst opnieuw verder moest kijken. Apollo Amsterdam maakte in 2014 van de gelegenheid gebruik om Van der Horst terug te halen. Zijn capaciteiten was hij intussen zeker niet verleerd. Hij staat bekend om zijn sterke drives en teardrops naar de basket en heeft zich de afgelopen seizoenen meer op de driepuntslijn gefocust. 
Van der Horst is tevens een van de spelers die 3×3-basketbal speelt. Met het nationale 3×3-team won hij zilver tijdens het wereldkampioenschap 2018 en brons tijdens het Europees kampioenschap 2022. Hij won op 5 augustus 2024 een gouden medaille bij de 3x3 basketbal tijdens de Olympische Spelen van Parijs 2024.

## Privé
Van der Horst is getrouwd met de Litouwse basketbalster Kamilė Nacickaitė.

## De Verraders
In 2025 deed Van der Horst mee aan het vijfde seizoen van het televisieprogramma De Verraders bij RTL 4 als getrouwe. Later in het programma werd hij verleidt tot verrader. In de finale werd hij in die rol verbannen.

## Erelijst
Nederland
- 2x Landskampioen (2008, 2009)
- 1x All-Star (2011)

## Statistieken
Dutch Basketball League
| Jaar    | Team      | GS | MPW  | 2P%  | 3P%  | VW%  | RPW | APW | SPW | BPW | PPW  |
| ------- | --------- | -- | ---- | ---- | ---- | ---- | --- | --- | --- | --- | ---- |
| 2008–09 | Amsterdam | 3  | 2.7  | .000 | .750 | .00  | 0.7 | 0.0 | 0.3 | 0.0 | 3.0  |
| 2009–10 | Amsterdam | 39 | 14.8 | .400 | .163 | .567 | 1.4 | 1.0 | 0.8 | 0.0 | 2.2  |
| 2010–11 | Amsterdam | 41 | 33.7 | .512 | .226 | .644 | 3.1 | 2.7 | 0.8 | 0.0 | 10.4 |
| 2011–12 | Wijchen   | 28 | 21.3 | .354 | .273 | .857 | 2.2 | 1.8 | 0.5 | 0.1 | 4.5  |
| 2012–13 | Groningen | 38 | 16.0 | .555 | .212 | .512 | 2.1 | 1.6 | 0.5 | 0.1 | 4.4  |
| 2013–14 | Wijchen   | 40 | 27.0 | .423 | .323 | .490 | 2.5 | 2.4 | 0.3 | 0.1 | 5.9  |
| 2014–15 | Amsterdam | 30 | 35.4 | .484 | .244 | .642 | 4.1 | 4.1 | 1.0 | 0.1 | 13.0 |
| 2015–16 | Amsterdam | 30 | 34.6 | .449 | .305 | .680 | 4.4 | 3.2 | 0.7 | 0.1 | 12.9 |
| 2016–17 | Amsterdam | 34 | 33.1 | .510 | .324 | .680 | 3.4 | 3.4 | 1.0 | 0.0 | 15.5 |
| 2017–18 | Amsterdam | 31 | 32.5 | .482 | .275 | .520 | 4.0 | 4.6 | 0.7 | 0.0 | 13.7 |
| 2018–19 | Amsterdam | 36 | 32.2 | .507 | .318 | .562 | 4.8 | 4.6 | 0.9 | 0.0 | 15.5 |